# Obraz Matki Bożej Berdyczowskiej
Matka Boża Berdyczowska – wizerunek maryjny znajdujący się w Sanktuarium Matki Bożej Berdyczowskiej w Berdyczowie. Od XVII w. jest to największe katolickie sanktuarium maryjne dawnego województwa kijowskiego, a potem całej Ukrainy.

## Historia obrazu
W 1630 wojewoda kijowski Janusz Tyszkiewicz wzniósł w Berdyczowie kościół i klasztor – twierdzę dla karmelitów bosych jako wotum dziękczynne za uwolnienie z niewoli tureckiej. Po wybudowaniu ofiarował do niego obraz Matki Bożej, czczony od dawna w rodzinie Tyszkiewiczów. Zamieszki i niepokoje polityczne, wojny i ruchy zbrojne sprawiły, że przejściowo cudowny obraz był przechowywany we Lwowie (1648–1721) i w Lublinie (1722–1736).
W związku z licznymi cudami, papież Benedykt XIV wyraził zgodę na koronację cudownego obrazu, ofiarowując jednocześnie złote korony. Aktu koronacji dokonał 16 lipca 1756 biskup kijowski Kajetan Ignacy Sołtyk. W 1820 korony zostały skradzione. Papież Pius IX przysłał w darze nowe, a rekoronacja odbyła się 6 czerwca 1856, której dokonał biskup łucko-żytomierski Kasper Borowski.

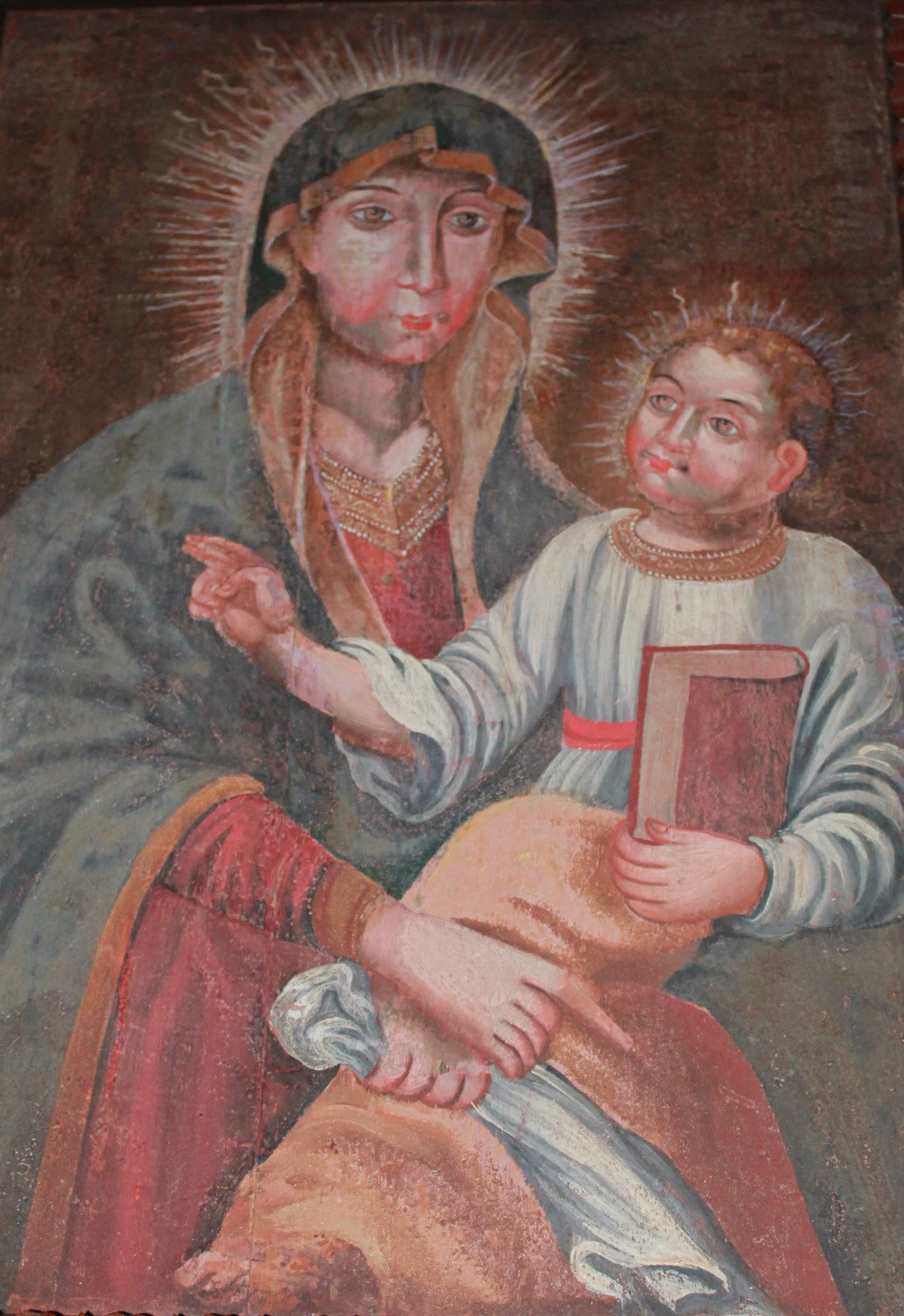
Kopia obrazu Matki Bożej Berdyczowskiej ze zbiorów Muzeum Ukraińskich Ikon Domowych w Zamku Radomyśl

Od 28 maja do 14 czerwca 1768 roku w miejscowej twierdzy-klasztorze bronili się konfederaci barscy pod wodzą Kazimierza Pułaskiego. W 1866 nastąpiła kasta klasztoru. Przy kościele utworzono parafię. Karmelici powrócili w 1918, ale w 1924 klasztor z kościołem przejęły władze sowieckie, z czasem tworząc w górnym kościele muzeum, a w dolnym kino. Cudowny obraz pozostawiono jako artystyczny zabytek. W 1941 roku wybuchł tu ogień. W kościele górnym ocalały jedynie mury, dolny zachował się w dobrym stanie. Obraz zaginął.
Po odzyskaniu niepodległości przez Ukrainę w 1991 roku powrócili na to miejsce karmelici bosi. Od tamtego czasu praktykowana jest tradycja corocznych pielgrzymek do Matki Bożej Berdyczowskiej na rocznicę koronacji obrazu. 19 lipca 1997 roku biskup kijowsko-żytomierski Jan Purwiński dokonał intronizacji nowego obrazu, który wcześniej poświęcił Jan Paweł II w czasie podróży apostolskiej do Polski w 1997. Trzecia koronacja obrazu odbyła się 16 lipca 1998 roku. 
27 października 2011 roku sanktuarium Matki Bożej Berdyczowskiej zostało ogłoszone ogólnoukraińskim sanktuarium narodowym. Natomiast 9 czerwca 2012 roku, po 20 latach odbudowy, odbyła się ponowna konsekracja górnego kościoła sanktuarium, w którym znajduje się wizerunek Matki Bożej Berdyczowskiej.

## Opis obrazu

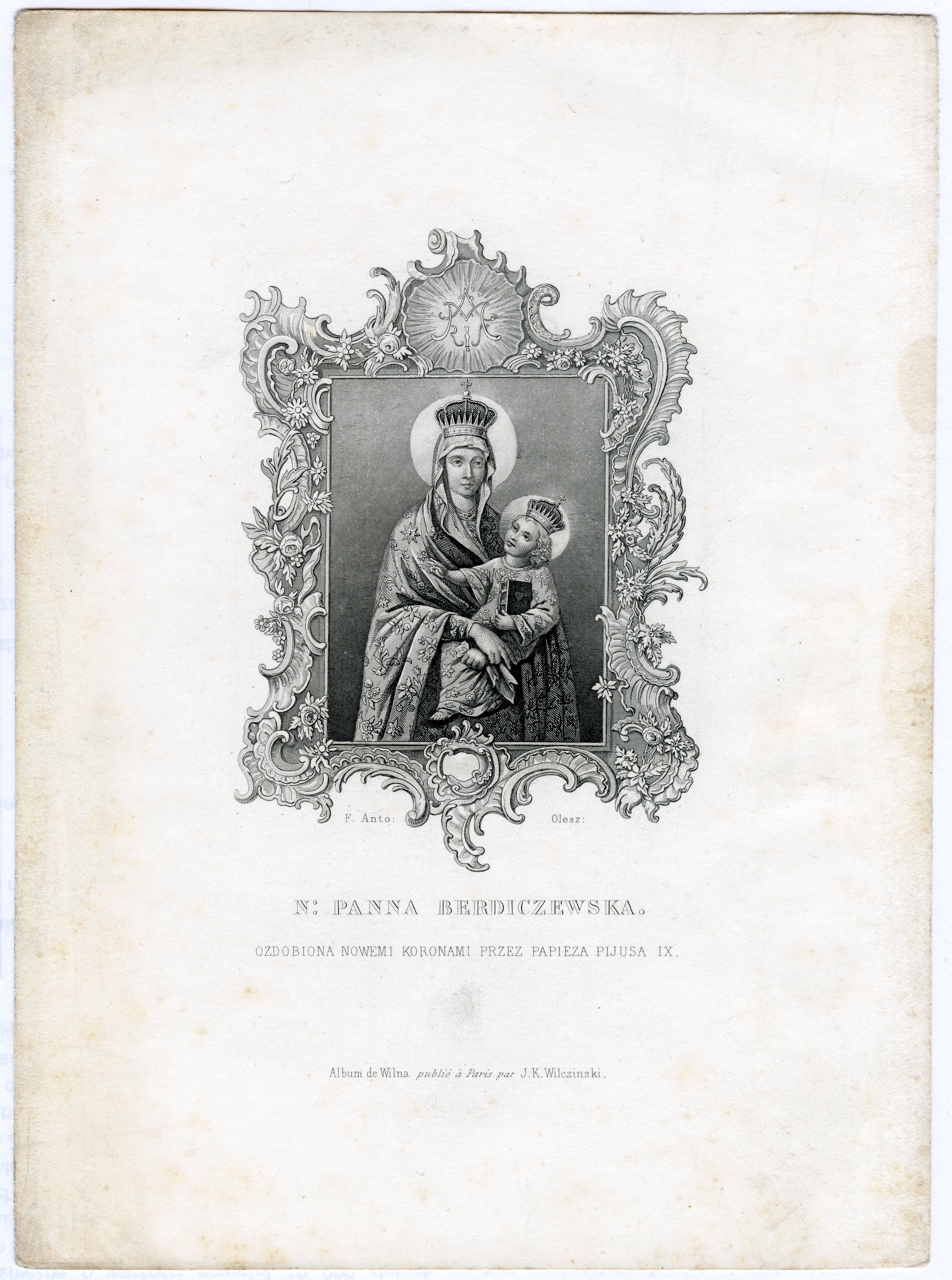
Madonna Berdyczowska autorstwa Antoniego Oleszczyńskiego z teki Album de Wilna

Oryginalny obraz został namalowany na płótnie naklejonym na cyprysowej desce o wymiarach 51 x 70 cm, według wzoru wizerunku Matki Bożej Śnieżnej Salus Populi Romani w Rzymie. Obraz ten, datowany na XVII w., zaginął w 1941 roku. Obecny (143 x 93 cm) jest jego wierną kopią, wykonaną przez malarkę z Krakowa Bożenę Muchę-Sowińską. Artystka zmieniła jedynie tło, wzbogacając je figuralnymi kompozycjami aniołów wokół głowy Madonny z Dzieciątkiem oraz umieszczając w zwieńczeniu oko Opatrzności Bożej w trójkącie.